# Ferrari 430 Scuderia Spider 16M
De Ferrari 430 Scuderia Spider 16M is een autotype van de Italiaanse automobielconstructeur Ferrari. De auto is de cabriolet-versie van de Ferrari 430 Scuderia.
Het type werd gelanceerd ter ere van de zestiende constructeurstitel van Scuderia Ferrari in de Formule 1, in 2008. Er worden slechts 499 exemplaren gemaakt.

## Motor
De motor is een 4,3 liter V8. Deze levert 510 pk, maar omdat deze 430 Scuderia Spider 16M 80 kg minder weegt dan de F430 Spider heeft de Scuderia een gunstiger gewicht/vermogen verhouding van 2,6 kg/pk.